# Руэд
Руэ́д (фр. Rouède, окс. Arrueda) — коммуна во Франции, находится в регионе Юг — Пиренеи. Департамент — Верхняя Гаронна. Входит в состав кантона Сали-дю-Салат. Округ коммуны — Сен-Годенс.
Код INSEE коммуны — 31461.

## География
Коммуна расположена приблизительно в 660 км к югу от Парижа, в 80 км к юго-западу от Тулузы.

## Климат
Климат умеренно-океанический. Зима мягкая и снежная, весна характеризуется сильными дождями и грозами, лето сухое и жаркое, осень солнечная. Преобладают сильные юго-восточные и северо-западные ветры.

## Население
Население коммуны на 2010 год составляло 289 человек.
| 1962 | 1968 | 1975 | 1982 | 1990 | 1999 | 2010 |
| ---- | ---- | ---- | ---- | ---- | ---- | ---- |
| 278  | 267  | 248  | 221  | 227  | 236  | 289  |

## Экономика
В 2010 году среди 179 человек трудоспособного возраста (15—64 лет) 133 были экономически активными, 46 — неактивными (показатель активности — 74,3 %, в 1999 году было 78,7 %). Из 133 активных жителей работали 120 человек (70 мужчин и 50 женщин), безработных было 13 (4 мужчины и 9 женщин). Среди 46 неактивных 13 человек были учениками или студентами, 18 — пенсионерами, 15 были неактивными по другим причинам.